# Клермонт (округ)
Округ Клермонт (англ. Clermont County) располагается в штате Огайо, США. Официально образован 6 декабря 1800 года. По состоянию на 2010 год, численность населения составляла 197 363 человека.

## География
По данным Бюро переписи США, общая площадь округа равняется 1 190,805 км², из которых 1 170,940 км² —  суша и 19,865 км² или 1,670 % — это водоёмы.

## Население
По данным переписи населения 2000 года в округе проживает 177 977 жителей в составе 66 013 домашних хозяйств и 49 047 семей. Плотность населения составляет 152,00 человека на км2. На территории округа насчитывается 69 226 жилых строений, при плотности застройки около 59,00-ти строений на км2. Расовый состав населения: белые — 97,13 %, афроамериканцы — 0,91 %, коренные американцы (индейцы) — 0,19 %, азиаты — 0,63 %, гавайцы — 0,02 %, представители других рас — 0,26 %, представители двух или более рас — 0,86 %. Испаноязычные составляли 0,87 % населения независимо от расы.
В составе 38,10 % из общего числа домашних хозяйств проживают дети в возрасте до 18 лет, 60,40 % домашних хозяйств представляют собой супружеские пары проживающие вместе, 10,00 % домашних хозяйств представляют собой одиноких женщин без супруга, 25,70 % домашних хозяйств не имеют отношения к семьям, 21,00 % домашних хозяйств состоят из одного человека, 7,00 % домашних хозяйств состоят из престарелых (65 лет и старше), проживающих в одиночестве. Средний размер домашнего хозяйства составляет 2,67 человека, и средний размер семьи 3,11 человека.
Возрастной состав округа: 27,90 % моложе 18 лет, 8,40 % от 18 до 24, 31,70 % от 25 до 44, 22,60 % от 45 до 64 и 22,60 % от 65 и старше. Средний возраст жителя округа 35 лет. На каждые 100 женщин приходится 96,40 мужчин. На каждые 100 женщин старше 18 лет приходится 93,60 мужчин.
Средний доход на домохозяйство в округе составлял 49 386 USD, на семью — 57 032 USD. Среднестатистический заработок мужчины был 40 739 USD против 27 613 USD для женщины. Доход на душу населения составлял 22 370 USD. Около 5,30 % семей и 7,10 % общего населения находились ниже черты бедности, в том числе — 8,70 % молодежи (тех, кому ещё не исполнилось 18 лет) и 7,90 % тех, кому было уже больше 65 лет.

## Населённые пункты
- Города: Ловленд, Милфорд.
- Деревни: Амелия, Батейвия, Бетел, Чило, Фелисити, Москоу, Невилл, Нью-Ричмонд, Ньютонсвилл, Оуэнсвилл, Уильямсбург
- Тауншипы: Батейвия, Франклин, Гошен, Джексон, Майами, Монро, Огайо, Пирс, Стокнлик, Тейт, Юнион, Вашингтон, Уэйн, Уильямсбург.